# Internet Explorer 5
Microsoft Internet Explorer 5 (viết tắt IE5) là một trình duyệt web đồ hoạ của Microsoft, chủ yếu dành cho Microsoft Windows, nó thay thế IE4 .Nhưng cũng có bản dành cho Apple Macintosh, Sun Solaris, và HP-UX. (Xem thêm Internet Explorer trên Mac hay trên Unix.)
Nó là một trong những nguyên nhân của trận chiến trình duyệt.
Internet Explorer 5 chiến 50% thị trường vào đầu năm 2000, đi đầu trong những trình duyệt web như IE4 và Netscape. Bản 5.x chiếm 80% thị trường vào tháng 8 năm 2001 khi ra mắt Internet Explorer 6. 5.0x và 5.5 đã được thay thế bởi Internet Explorer 6.0